# MARF
Модульная библиотека для распознавания аудио (англ. Modular Audio Recognition Framework, MARF) — является исследовательской платформой и подборкой алгоритмов для обработки и распознавания образов (текста, речи, звука и т. д.) и обработки естественного языка, написанная на Java и устроенная в модульную и расширяемую структуру, которая пытается облегчить дополнение новых алгоритмов, плагинов и модулей. MARF может действовать как библиотека в приложениях или может использоваться как источник для изучения и расширения. Несколько сопровождающих приложений прилагаются для иллюстрации возможностей библиотеки и как ей пользоваться. Есть также достаточно детальное руководство

и описание программного интерфейса в формате Javadoc. MARF и её приложения выпущены согласно лицензии BSD-стиля.
Последняя версия выпущена 8 января 2007 года.